# Lista de presidentes do Grêmio Esportivo Bagé
Abaixo a lista com todos os presidentes do Grêmio Esportivo Bagé.

## Presidentes[1]
| Ano       | Presidente                                                                   |
| 1920      | Jose Parera y Valls                                                          |
| 1921      | Florêncio Py Lima                                                            |
| 1922      | Jose Parera y Valls                                                          |
| 1923-1925 | José Gomes Filho                                                             |
| 1926      | Carlos Brasil                                                                |
| 1927      | Dr. Mário do Amaral Araújo                                                   |
| 1928      | Diego Ribeiro                                                                |
| 1929      | Antônio Maria Teixeira                                                       |
| 1930-1931 | Dr. Mário do Amaral Araújo                                                   |
| 1932-1933 | Carlos Suñe                                                                  |
| 1934      | Martin Ripalda                                                               |
| 1935-1937 | José Fucks                                                                   |
| 1938      | José Gomes Sobrinho                                                          |
| 1939      | Jose Parera y Valls                                                          |
| 1940      | Jose Parera y Valls , Edegar Pereira, Omar Saraiva e Martin Ripalda          |
| 1941      | Urataú Gomes                                                                 |
| 1942-1944 | Omar Saraiva                                                                 |
| 1945      | Gaspar Silveira                                                              |
| 1946      | Sidnei Cabral                                                                |
| 1947      | José Gomes Filho                                                             |
| 1948      | Francisco V. Neto                                                            |
| 1949      | Olavo A. Macedo                                                              |
| 1950      | Waldemar Alves                                                               |
| 1951      | Cyriaco Vasconcelos                                                          |
| 1952      | Heitor Gomes Mércio                                                          |
| 1953      | Sidnei Cabral                                                                |
| 1954      | Cel. Luiz Rodrigues Maia                                                     |
| 1955-1956 | Sidnei Cabral                                                                |
| 1957      | Mário Silveira Egas                                                          |
| 1958      | Nair Medeiros                                                                |
| 1959      | José Salvador Ferreira, Terencio Pereira, Osmar Brasil e Mário Silveira Egas |
| 1960      | Cyro Alvares Vaz                                                             |
| 1961      | Camilo Gomes                                                                 |
| 1962      | Luis Fermino Bender                                                          |
| 1963      | Mário Araújo                                                                 |
| 1964      | Jesus Ollé, Sidnei Cabral e Jacob Sued                                       |
| 1965      | Osvaldo Costa Moraes                                                         |
| 1966      | Sidnei Cabral                                                                |
| 1967      | Jacob Sued, Aldenei Costa e Antônio C. Teixeira                              |
| 1968      | Liáder Brito Previtali                                                       |
| 1969      | Luiz Carlos Osório Alcalde                                                   |
| 1970      | Liáder Brito Previtali                                                       |
| 1971      | Jorge Kalil, Roberto Garrastazu e Liader Previtali                           |
| 1972      | Luiz Carlos Osório Alcalde                                                   |
| 1973      | Julio Machado                                                                |
| 1974-1977 | Luiz Carlos Osório Alcalde                                                   |
| 1978      | Pedro Dirceu dos Santos                                                      |
| 1979-1980 | Luiz Carlos Osório Alcalde                                                   |
| 1981      | Luiz Roberto Pitrez Nogueira                                                 |
| 1982-1983 | Sergio Echenique Lopes                                                       |
| 1984      | Ênio da Cunha Barreto                                                        |
| 1985      | José Helvécio P. Silveira                                                    |
| 1986-1989 | Luiz Carlos Osório Alcalde                                                   |
| 1990      | Glênio Diogo Vasques                                                         |
| 1991-1992 | Luiz Carlos Osório Alcalde                                                   |
| 1993-1994 | Paulo Roberto Machado                                                        |
| 1995      | Carlos Alberdo Ducos                                                         |
| 1996      | Luiz Carlos Osório Alcalde, Antônio Ferreira e Glênio Diogo Vasques          |
| 1997      | Luiz Carlos Osório Alcalde                                                   |
| 1998      | Elói Thomas                                                                  |
| 1999-2002 | Alencar Dal Molin                                                            |
| 2003-2004 | Luiz Carlos Osório Alcalde                                                   |
| 2005      | Eduardo Silva Mendes                                                         |
| 2006      | Alencar Dal-Molin                                                            |
| 2007      | Luiz Carlos Osório Alcalde                                                   |
| 2008-2012 | Carlos Alberto Ducos                                                         |
| 2013      | Marco Aurelio Egas Ribeiro                                                   |
| 2014      | Carlos Alberto Ducos                                                         |
| 2015      | Eduardo Silva Mendes                                                         |
| 2016      | Carlos Alberto Ducos                                                         |
| 2017      | Rafael Alcalde                                                               |
| 2018      | Rafael Alcalde                                                               |
| 2019      | Rafael Alcalde                                                               |
| 2020      | Rafael Alcalde                                                               |